# نانو أيونية
النانو أيونية (بالإنجليزية: Nanoionics)‏ هي دراسة وتطبيق ظواهر العمليات المرتبطة بالنقل الأيوني السريع (إف آي تي) وخصائصها، وآثارها، وآلياتها، في النظم النانومترية ذات الحالة الصلبة بالكامل. تتضمن الموضوعات ذات الأهمية الخصائص الأساسية لأكسيد السيراميك بمقاييس طولية نانومترية، وموصلًا أيونيًا سريعًا (موصل فائق التأين متقدم)/موصلات إلكترونية ذات وصلات متغايرة. تكمن التطبيقات المحتملة في أجهزة كهروكيميائية (أجهزة كهربائية مزدوجة الطبقة) لتحويل الطاقة، والشحنات، والمعلومات، وتخزينها. قُدم مصطلح النانو أيونية ومفهومها (باعتبارها فرعًا جديدًا من العلوم) لأول مرة بواسطة إيه. إل. ديسبوتولي وَفي. آي. نيكولايتشيك (معهد تكنولوجيا الإلكترونيات الدقيقة والمواد عالية النقاء، الأكاديمية الروسية للعلوم، تشيرنوغولوفكا) في يناير عام 1992.
يتعامل المجال العلمي والصناعي متعدد التخصصات للحالة الصلبة الأيونية مع ظواهر النقل الأيوني في المواد الصلبة، ويعتبر النانو أيونية تقسيمًا جديدًا له. تحاول النانو أيونية أن تصف، على سبيل المثال، الانتشار والتفاعلات، في شروط غير مناسبة إلا في المقياس النانوي، مثلًا، في شروط ساحة الجهد غير المنتظم (في المقياس النانوي).
هناك فئتان من الأنظمة النانوية ذات الحالة الصلبة الأيونية ونظامان للنانو أيونية مختلفان جوهريًا: (1) أنظمة نانوية تعتمد على المواد الصلبة ذات الموصلية الأيونية المنخفضة، و(2) أنظمة نانوية تعتمد على الموصلات الفائقة التأين المتقدمة (مثل ألفا يوديد الفضة، ومجموعة روبيديوم يوديد الفضة). تختلف نظم النانو أيونية الأولى والثانية عن بعضها في تصميم الأجهزة الملحقة. إن دور الحدود في النظم النانو أيونية الأولى هو تهيئة الظروف اللازمة لتركيزات عالية من الشوائب المشحونة (الشواغر والزوائد) في طبقة الشحنة الحيزية المضطربة. ولكن في النظم النانو أيونية الثانية، من الضروري الحفاظ على الهياكل البلورية عالية التوصيل الأيوني للموصلات فائقة التأين المتقدمة في الحدود المتغايرة المرتبة (مطابقة تشابكية). قد تعزز نظم النانو أيونية الأولى إلى حدٍّ كبير (حتى 108 مرة تقريبًا) الموصلية الأيونية الشبيهة ثنائية الأبعاد في المواد ذات البنية النانوية المتماسكة هيكليًا، ولكنها تبقى حتى 103 مرة أصغر نسبيًا من الموصلية الأيونية ثلاثية الأبعاد للموصلات الفائقة التأين المتقدمة.
تستند النظرية الكلاسيكية للانتشار والهجرة في المواد الصلبة إلى فكرة وجود معامل الانتشار وطاقة التنشيط والقدرة الكهروكيميائية. وهذا يعني قبول الانتقال الأيوني في ساحة الجهد حيث تكون جميع الحواجز بنفس الارتفاع (أي تصريف الجهد المنتظم). على الرغم من الاختلاف الواضح بين كائنات الحالة الصلبة الأيونية والنظم النانو أيونية الأولى والثانية، فإن المشكلة الجديدة الحقيقية للنقل الأيوني السريع وتخزين الطاقة/أو تحويلها لهذه الكائنات (الموصلات الأيونية السريعة) لها أساس مشترك خاص: ساحة الجهد غير المنتظم على مقياس النانو (مثلًا) الذي يحدد طبيعة استجابة النظام الفرعي للأيونات المتنقلة للتأثير الخارجي النبضي أو التوافقي، مثل التأثير الضعيف في التحليل الطيفي للعزل الكهربائي (المقاومة الطيفية).

## المميزات
تُعرَّف النانو أيونية بشكلٍ لا لبس فيه، كونها فرعًا لعلم النانو وتكنولوجيا النانو، من خلال كائناتها الخاصة (البنية النانوية مع تطبيق خاصية النقل الأيوني السريع)، والتوابع (الخصائص، والظواهر، والتأثيرات، وآليات العمليات، والتطبيقات المرتبطة بالنقل الأيوني السريع على مقياس النانو)، والطريقة (تصميم الواجهة  في النظم النانوية للموصلات الفائقة التأين)، والمعيار (R/L ~1، حيث R هو مقياس طول هيكل الجهاز، وL هو الطول المميز الذي تتغير فيه الخصائص والمميزات والبارامترات الأخرى المرتبطة بالنقل الأيوني السريع بشكل كبير).
تربط خارطة طريق التكنولوجيا الدولية لأشباه الموصلات (آي تي آر إس) ذواكر تبديل المقاومة القائمة على النانو أيونية إلى فئة «أجهزة البحث الناشئة» («الذاكرة الأيونية»). قد تُسمى منطقة التقاطع الوثيق للإلكترونيات النانوية والنانو أيونية «الإلكترونيات النانو أيونية». الآن، تُشكَّل رؤية الإلكترونيات النانوية المستقبلية المقيدة فقط من خلال الحدود النهائية الأساسية في الأبحاث المتقدمة. تُعد الحدود الفيزيائية الأخيرة للحساب أبعد بكثير من المنطقة التي حُققت حاليًا (1010 سم-2، 1010 هرتز). كان السؤال عن نوع المبدّلات المنطقية التي يمكن استخدامها عند إجراء التكامل بين ما يقارب النانومتر وجزء من النانومتر في مجال بيتا هو الموضوع المطروح بالفعل، بينما لم يُستخدم مصطلح «الإلكترونيات النانو أيونية» بعد. تعمل ميكانيكا الكم على تقييد التكوينات الإلكترونية المميزة بواسطة التأثير النفقي في مجال تيرا. للتغلب على حد كثافة البت البالغ 1012 سم-2، يجب استخدام التكوينات الذرية والأيونية التي تحقق شرط البعد المميز L <2 نانومتر في مجال المعلومات والمواد ذات الكتلة الفعالة من حاملات المعلومات *m الأكبر بكثير من تلك الإلكترونية المطلوبة:
m* =13 me at L =1 nm, m* =53 me (L =0,5 nm) and m* =336 me (L =0,2 nm).
قد تعتمد الأجهزة صغيرة الحجم المستقبلية النانو أيونية على النقل الأيوني السريع في مقياس النانو، كما ذُكر في البداية.

## أمثلة
من الأمثلة على الأجهزة النانو أيونية المكثفاتُ الفائقة ذات الحالة الصلبة المرتبطة بالنقل الأيوني السريع في الوصلات الوظيفية المتغايرة (المكثفات الفائقة النانو أيونية)، وبطاريات الليثيوم وخلايا الوقود بأقطاب نانوية، ومبدّلات نانوية بموصلات مُكمّمة على أساس موصلات أيونية سريعة. هذه الأجهزة متوافقة بشكلٍ جيد مع الإلكترونيات النانوية ذات الجهد الفرعي والجهد الفرعي العميق ويمكنها اكتشاف تطبيقات واسعة لها، مثل تطبيقات مصادر الطاقة الصغيرة المستقلة، وتحديد الهوية بموجات الراديو، والنظم الكهروميكانيكية الصغرى (الميمس)، والغبار الذكي، والخلايا النانوية، والنظم الدقيقة والنانوية الأخرى، ومصفوفات خلية الذاكرة القابلة لإعادة التشكيل.
إحدى الحالات المهمة للتوصيل الأيوني السريع في الحالات الصلبة هي تلك الموجودة في طبقة الشحنة الحيزية للبلورات الأيونية. تنبأ كورت ليهوفيك بهذه الموصلية لأول مرة. اكتُشف دور مهم لشروط وضع الحدود في ما يتعلق بالموصلية الأيونية لأول مرة بواسطة سي. سي. ليانغ، الذي وجد التوصيل عالي المستوى بشكلٍ غير مألوف في نظام LII-Al2O3 ثنائي الطور. نظرًا إلى أن طبقة الشحنة الحيزية ذات الخصائص المحددة تكون بثخانة نانومتر، فإن التأثير مرتبط مباشرةً بالنانو أيونية (نظم النانو أيونية الأولى). أصبح مفهوم ليهوفيك أساسًا لإنشاء العديد من الموصلات الأيونية السريعة ذات البنية النانوية التي تُستخدم في بطاريات الليثيوم المحمولة الحديثة وخلايا الوقود. في الآونة الأخيرة، طُور نهج ديناميكي ذو بنية أحادية البُعد في الأنظمة النانوية للحصول على وصف مفصل لعمليات تكوين الشحنة الحيزية وعمليات التراخي في تصريف الجهد غير المنتظم (معالجة مباشرة) وتفسير خصائص الأنظمة النانوية مع النقل الأيوني السريع (معالجة عكسية)، على سبيل المثال، لوصف ظاهرة جماعية: النقل الأيوني المزدوج وعمليات الاستقطاب الكهربائي التي تؤدي إلى الاستجابة الديناميكية «الشاملة» التابعة لـ إيه. كي. جونشر.